# Hansenothuria
Hansenothuria is een geslacht van zeekomkommers uit de familie Synallactidae.

## Soorten
- Hansenothuria benti Miller & Pawson, 1989